# Rio da Liberdade
Rio da Liberdade är ett vattendrag i Brasilien. Det ligger i den centrala delen av landet, 800 km nordväst om huvudstaden Brasília.
I omgivningarna runt Rio da Liberdade växer i huvudsak städsegrön lövskog. Runt Rio da Liberdade är det mycket glesbefolkat, med 2 invånare per kvadratkilometer.